# Somogyhárságy
Somogyhárságy es un pueblo ubicado en el distrito de Szigetvár, en el condado de Baranya, Hungría.

## Superficie
Posee una superficie de 30,97 kilómetros cuadrados.

## Demografía
Hasta 2019 la población era de 380 habitantes, con una densidad de población de 12,27 habitantes por kilómetro cuadrado.